# 闹鱼崖豆
闹鱼崖豆（学名：Millettia ichthyochtona），为豆科崖豆藤属下的一个植物种。